# Farol da Ponta da Agulha
O farol da Ponta da Agulha é um farol português que se localiza na ilha do Bugio, ilhas Desertas, arquipélago da Madeira. A sua construção data de 1961.